# Elisabeth Menzel
Elisabeth Menzel, geborene Ebert (* 2. Februar 1908; † 23. März 1979 in Berlin), war eine deutsche Politikerin (SED). Sie war von 1951 bis 1952 Minister der Landesregierung Sachsen-Anhalt.

## Leben
Elisabeth Menzel hatte die Volksschule besucht, ein Seminar für Kindergärtnerinnen absolviert und anschließend im Beruf und als Fürsorgerin gearbeitet. Im Jahr 1928 wurde sie Mitglied der KPD. Zwischen 1936 und 1945 war sie nicht beruflich tätig.
Nach dem Zweiten Weltkrieg besuchte sie eine Antifa-Schule der Roten Armee und wurde 1946 Mitglied der SED. 1946/47 arbeitete sie in der Deutschen Verwaltung für Arbeit und Sozialfürsorge. 1948/49 besuchte sie die Parteihochschule der SED und war bis August 1949 im Volksbildungsministerium von Sachsen-Anhalt als Referentin für vorschulische Erziehung tätig. Anschließend war sie Referentin für Sozialerziehung im Deutschen Pädagogischen Zentralinstitut (DPZI). Im Jahr 1950 wurde sie zur Referentin in der Kulturabteilung des ZK der SED ernannt.
Nach dem gesundheitsbedingten Rücktritt von Richard Schallock war sie vom 28. November 1951 bis zum 31. Juli 1952 Minister für Volksbildung in der von Ministerpräsident Werner Bruschke geführten Regierung des Landes Sachsen-Anhalt. Damit war Menzel die erste Frau, die – wenn auch nur für wenige Monate – in Sachsen-Anhalt ein Ministeramt innehatte.
Nach 1952 wirkte sie als Instrukteurin im Sektor Unterricht und Erziehung der Abteilung Kultur des ZK der SED.
Elisabeth Menzel war mit Robert Menzel verheiratet und Mutter von zwei Kindern. Sie starb im Alter von 71 Jahren und wurde auf dem Zentralfriedhof Friedrichsfelde in Berlin bestattet.

## Auszeichnungen
- 1950 Ehrentitel „Verdienter Lehrer des Volkes“
- 1968 Vaterländischer Verdienstorden in Silber und 1977 in Gold
- 1975 Clara-Zetkin-Medaille